# Средняя (приток Ялматы)
Средняя — балка с сезонным водотоком в Волгоградской области и Калмыкии, правый приток реки Ялмата. Длина — 16 км, площадь водосбора — 62 км².
Высота истока — 118 м. Протекает по территории Октябрьского района Волгоградской области и Малодербетовского района Калмыкии.
Тип водного режима характеризуется по питанию как почти исключительно снеговой, по распределению стока по сезонам — почти исключительно весна. Вследствие значительного испарения основная роль в формировании стока принадлежит осадкам, выпадающим в холодную часть года. Роль дождевого питания невелика.
Относится к Западно-Каспийскому бассейновому округу.